# Dactylokepon catoptri
Dactylokepon catoptri là một loài chân đều trong họ Bopyridae. Loài này được Stebbing miêu tả khoa học năm 1910.